# Микроротор
Микроротор — разновидность ротора автоподзавода, применяемая в механических часах с функцией автоматического завода. Основное отличие микроротора от классического ротора заключается в его меньших размерах, что позволяет размещать его на уровне механизма, а не над ним.

## История
Микророторы впервые появились в середине XX века. Титул «первого механизма с микроротором» до сих пор вызывает споры среди поклонников часового дела, поскольку компания Buren запатентовала микроротор разработку в 1954 году, а Universal Genève подала заявку на патент в мае 1955 года.
Микроротор Buren (позже известный как Hamilton / Buren Micro-rotor) стал первым запатентованным механизмом автоматических наручных часов, устранившим массивный внешний груз, характерный для большинства механизмов с автоподзаводом. Вместо этого он использовал значительно меньший груз, полностью интегрированный в шасси механизма. Такой подход позволил создавать существенно более тонкие автоматические часы с сохранением центральной секундной стрелки.
Микроротор Universal Genève Calibre 215 от Universal Genève стал одним из первых, запущенных в серийное производство (в 1955 году). Впоследствии такие бренды, как Patek Philippe, Blancpain, Bulgari начали разрабатывать свои версии механизмов с микроротором.

## Конструкция и принцип работы
Микроротор представляет собой небольшую эксцентричную грузовую пластину, изготовленную из тяжёлых металлов, таких как золото, платина или вольфрам, для повышения эффективности вращения. В отличие от классического ротора, микроротор интегрирован в сам механизм, что позволяет уменьшить общую толщину часов.
Принцип работы микроротора аналогичен обычному ротору: при движении руки владельца ротор вращается, передавая энергию через систему зубчатых передач к заводному барабану, который в свою очередь натягивает главную пружину.

## Преимущества
- Уменьшение общей толщины часового механизма, что особенно важно для создания ультратонких часов.
- Более равномерное распределение веса в корпусе часов.
- Эстетическое преимущество: микроротор позволяет открывать вид на механизм через прозрачную заднюю крышку.

## Недостатки
- Более сложная конструкция и процесс производства по сравнению с классическим ротором.
- Часто меньшая эффективность автоподзавода из-за меньших размеров ротора.

## Использование
Микророторы широко применяются в люксовых часах, где эстетика и малая толщина являются приоритетными характеристиками. Например:
- Patek Philippe использует микророторы в своих ультратонких моделях Calatrava.
- Bulgari Octo Finissimo, рекордсмен по толщине механических часов, также оснащён механизмом с микроротором.